# 168P/Hergenrother
168P/Hergenrother, komet Jupiterove obitelji